# Stenaoplus gracilops
Stenaoplus gracilops är en stekelart som beskrevs av Heinrich 1968. Stenaoplus gracilops ingår i släktet Stenaoplus och familjen brokparasitsteklar. Inga underarter finns listade i Catalogue of Life.